# Herb Brooks Arena
El Herb Brooks Arena, antigament anomenat Olympic Center, és un complex esportiu de la ciutat de Lake Placid (Estats Units) que acull partits d'hoquei sobre gel.
En la realització dels Jocs Olímpics d'Hivern de 1980 celebrats a Lake Placid fou utilitzat com a seu de les competicions d'hoquei sobre gel i patinatge artístic sobre gel. En ell s'hi pogué veure la victòria de l'equip nord-americà d'hoquei sobre gel sobre la selecció de la Unió Soviètica, fet conegut amb el nom de Miracle on ice (en català: "el miracle sobre el gel"). L'any 2005 en honor del capità de la selecció nord-americana d'aquella victòria, Herb Brooks, el recinte fou reanomenat amb el nom actual.
Actualment té una capacitat per a 7.700 persones.